# Вскармливание (фильм)
«Вскармливание» (англ. Feed) — фильм режиссёра Бретта Леонарда, вышедший на экраны в 2005 году. Съёмки фильма проходили в Сиднее, Австралия, и в родном городе Леонарда — Толидо, США.

## Сюжет
Филлип Джексон, австралийский полицейский, натыкается на сайт с веб-трансляцией того, как молодой парень с татуировкой в виде креста на спине кормит даму, по всей видимости страдающую ожирением. С большим трудом Филлип выясняет, что местоположение владельца этого сайта — город Толидо (штат Огайо), а сам сайт является чем то наподобие интернет-казино, где пользователи ставят ставки на время смерти женщин от переедания.
Считая, что несчастной женщине нужна его помощь, Филлип едет в США. В Толидо он довольно скоро находит Майкла Картера, того самого человека с татуировкой в виде креста. Но «спасти» женщину оказывается довольно сложно, ведь она влюблена в Майкла, и благодарна ему за помощь, так как из-за своего огромного веса уже давно не может не только подняться с постели, но и самостоятельно принимать пищу.

## Саундтрек
В фильме довольно часто звучат различные музыкальные композиции, в том числе песня «Cherish» американской группы «The Association», и песня «Tainted Love» в исполнении австралийской модели, певицы и актрисы Имоджен Бэйли, которая также исполнила роль Вероники в этом фильме.

## В ролях
| Актёр           | Роль           |
| --------------- | -------------- |
| Алекс О’Лафлин  | Майкл Картер   |
| Патрик Томпсон  | Филлип Джексон |
| Гэбби Милгэйт   | Дейдри         |
| Джек Томпсон    | Ричард         |
| Роуз Эштон      | Эбби           |
| Мэттью Ле Невез | Найджел        |
| Имоджен Бэйли   | Вероника       |